# Caledonia (condado de Trempealeau, Wisconsin)
Caledonia es un pueblo ubicado en el condado de Trempealeau en el estado estadounidense de Wisconsin. En el Censo de 2010 tenía una población de 920 habitantes y una densidad poblacional de 16,65 personas por km².

## Geografía
Caledonia se encuentra ubicado en las coordenadas 44°1′6″N 91°21′34″O / 44.01833, -91.35944. Según la Oficina del Censo de los Estados Unidos, Caledonia tiene una superficie total de 55.25 km², de la cual 53.65 km² corresponden a tierra firme y (2.9%) 1.6 km² es agua.

## Demografía
Según el censo de 2010, había 920 personas residiendo en Caledonia. La densidad de población era de 16,65 hab./km². De los 920 habitantes, Caledonia estaba compuesto por el 97.93% blancos, el 0% eran afroamericanos, el 0.43% eran amerindios, el 0.87% eran asiáticos, el 0% eran isleños del Pacífico, el 0.11% eran de otras razas y el 0.65% pertenecían a dos o más razas. Del total de la población el 1.41% eran hispanos o latinos de cualquier raza.